# Luis Escobar Cerda
Luis Arturo Escobar Cerda (Santiago, 10 de febrero de 1927-Santiago, 24 de agosto de 2024) fue un economista, académico, empresario, investigador y consultor chileno, que se desempeñó como ministro de Estado de su país, durante el gobierno del presidente Jorge Alessandri y la dictadura militar del general Augusto Pinochet.

## Familia y estudios
Nació en Santiago de Chile el 10 de febrero de 1927, hijo de Luis Escobar y Elsa Cerda. Realizó sus estudios primarios y secundarios en el Instituto Superior de Comercio de Santiago. Continuó los superiores en la Universidad de Chile, plantel educacional donde obtuvo los títulos de ingeniero comercial y contador. Con posterioridad viajó a los Estados Unidos, becado por la Fundación Rockefeller para conocer el sistema norteamericano, y donde además realizó un máster en administración pública en la Universidad de Harvard, casa de estudios donde tuvo a tres premios Nobel como profesores: Jan Tinbergen (1969), Paul Samuelson (1970) y Wassily Leontief (1973).
Se casó en dos oportunidades, primero con María Inés Fritzsche, con quien tuvo tres hijos; y en segundas nupcias con la economista alemana Helga Koch, con quien tuvo dos hijas: Gisela y Tatiana.

## Carrera profesional
Comenzó su carrera profesional como jefe de la sección finanzas de la acerera estatal Compañía de Acero del Pacífico (CAP). Más tarde, asumió como contralor y asesor de la gerencia de la Compañía General de Distribución Ltda.
En el ámbito académico, en 1951 fue nombrado director de la Escuela de Economía de la Universidad de Chile, cargo que dejó en el año 1955, fecha en la que se convirtió en decano de la Facultad de Ciencias Económicas de dicho establecimiento de educación superior.

## Carrera política
En el ámbito político, durante su juventud ingresó a las filas del Partido Radical (PR). Posteriormente, el 26 de agosto de 1961, el presidente Jorge Alessandri lo llamó para servir en el gobierno en el cargo de ministro de Economía, Fomento y Reconstrucción, puesto en el que reemplazó y en el que sería reemplazado por Julio Philippi el 26 de septiembre de 1963. Como tal, le correspondió enfrentar la reconstrucción de la zona devastada a causa del terremoto de Valdivia de 1960.
A comienzos de años 1970, dejó su tienda política para apoyar la frustrada candidatura del propio Alessandri en la elección presidencial del 4 de septiembre; respecto al exmandatario expresaba que "aunque Alessandri llegó al poder con los votos de la derecha, nunca he creído que fuera un derechista de verdad. Era un independiente, un pragmático". Tras ello partió a Washington D. C. como director del Fondo Monetario Internacional (FMI), periodo en el que dictó también clases en universidades como Georgetown y George Washington. También, actuó como director de un programa de magíster en la American University.
Volvió a Chile en 1979, año en que se desempeñó como vicepresidente del Banco de Fomento de Valparaíso y, en 1982, vicepresidente y luego gerente general de The Hongkong and Shanghai Banking Corporation Límites. Retornó al gobierno chileno el 22 de abril de 1984, con el general Augusto Pinochet en la presidencia, esta vez nombrado como ministro de Hacienda, tocándole enfrentar una delicada coyuntura. Dada la recesión económica que vivía el país, al mando del cargo implementó medidas para distender ese momento, aumentando el gasto fiscal, desarrollando planes en el terreno social y en obras públicas. Asimismo, devaluó la moneda en un 23,6 % y decretó un arancel parejo de 35 %. En la misma administración, fue enviado como representante diplomático de Chile a Ginebra, Suiza, entre 1986 y 1990.
Tras el retorno a la democracia concentró sus actividades en el ámbito académico y empresarial. También, fue representante de la Organización de los Estados Americanos (OEA) y director ejecutivo del Banco Mundial (BM), así como también, autor de diversos libros. Por otra parte, fue miembro de la masonería, habiéndose iniciado en la Logia "Justicia y Libertad" n.° 5 el 10 de octubre de 1950, donde alcanzó sus tres grados simbólicos y, más tarde, se convirtió en miembro activo de la Logia "Marco Bontá" n.° 214.
Falleció en su lugar natal, Santiago, el 24 de agosto de 2024, a los 97 años, siendo hasta entonces, junto con Paulino Varas Alfonso, los últimos miembros del gabinete de Jorge Alessandri vivos. Sus funerales fueron realizados al día siguiente en el cementerio Parque del Recuerdo, ubicado en la comuna santiaguina de Huechuraba.